# Eva Ek-Schaeffer
Eva Ek-Schaeffer, född 1941, är en svensk textilkonstnär, främst verksam som bildvävare.
Schaeffers intresse för textilkonst kom sedan hon i början av 1960-talet sett Hannah Ryggens utställning på Moderna museet. Hon utexaminerades från Konstfack läsåret 1966/67 och utförde därefter ett antal offentliga uppdrag Handarbetets vänner, bland annat väven Adam och Eva (Gävle stadsbibliotek), varav ytterligare ett exemplar senare framställdes för Lövåsens sjukhem och Dalmålning för Kristianstads länslasarett. Andra kända verk är Niklas och Oskar (1969, Nationalmuseum). Vid mitten av 1970-talet var Schaeffer sysselsatt med motiv ur gutasagan ("Gutasagan I" och "Gutasagan II" på sjukhuset Korpen, Visby).